# Гулієв Нофель Захід-огли
Гулієв Нофель Захід-огли (азерб. Nofəl Zahid oğlu Quliyev 4 жовтня 1963 — 13 грудня 1991) — Національний Герой Азербайджану; учасник Карабахської війни.

## Життя
Гулієв Нофель Захід огли народився 4 жовтня 1963 р. у місті Алі-Байрамли. У 1981 році закінчив середню школу. У 1982—1983 роках пройшов військову службу. Після служби з 1984 року до 1990 року працював у місті Тюмені. У грудні 1990 року вступив до загону міліції спеціального призначення МВС для участі у захисті територіальної цілісності Азербайджану.

### Сім'я
Був одруженим. У нього залишився син.

## Участь у боях
Незабаром Гулієв Нофель Захід огли відзначився у боротьбі зі збройними силами Вірменії у Фізулінському, Геранбойському районах, Нагорному Карабаху. Він у кожному бою вибирав найважчу позицію та нападав на ворога. Був прикладом для друзів, завдавав потужного удару по ворогах. 15 липня 1991 року вірмени напали на село Тодан. Треба було вивести мирних мешканців із зони бойових дій. Нофель Гулієв вивів сільських жителів в безпечне місце. Потім знову повернувся, тому що була потрібна його допомога. У цей час ворог просунувся вперед. Нофель героїчно врятував інших безпорадних людей від смерті. Це був його останній бій.

## Національний Герой
Указом Президента Азербайджанської Республіки № 831 від 6 червня 1992 року Гулієву Нофелю Захід-огли було присвоєно звання Національного Герою Азербайджану за хоробрість та відвагу, що проявив у захисті суверенності та територіальної цілісності Азербайджанської Республіки, забезпеченні безпеки мирного населення.
Середня школа № 9 міста Алі Байрамли, де він навчався, носить його ім'я, а у дворі школи встановлений його погруддя.